# Théories du complot maçonnique dans la Révolution française
 (octobre 2018).
 (octobre 2018).
Améliorez-le ou discutez des points à vérifier. 

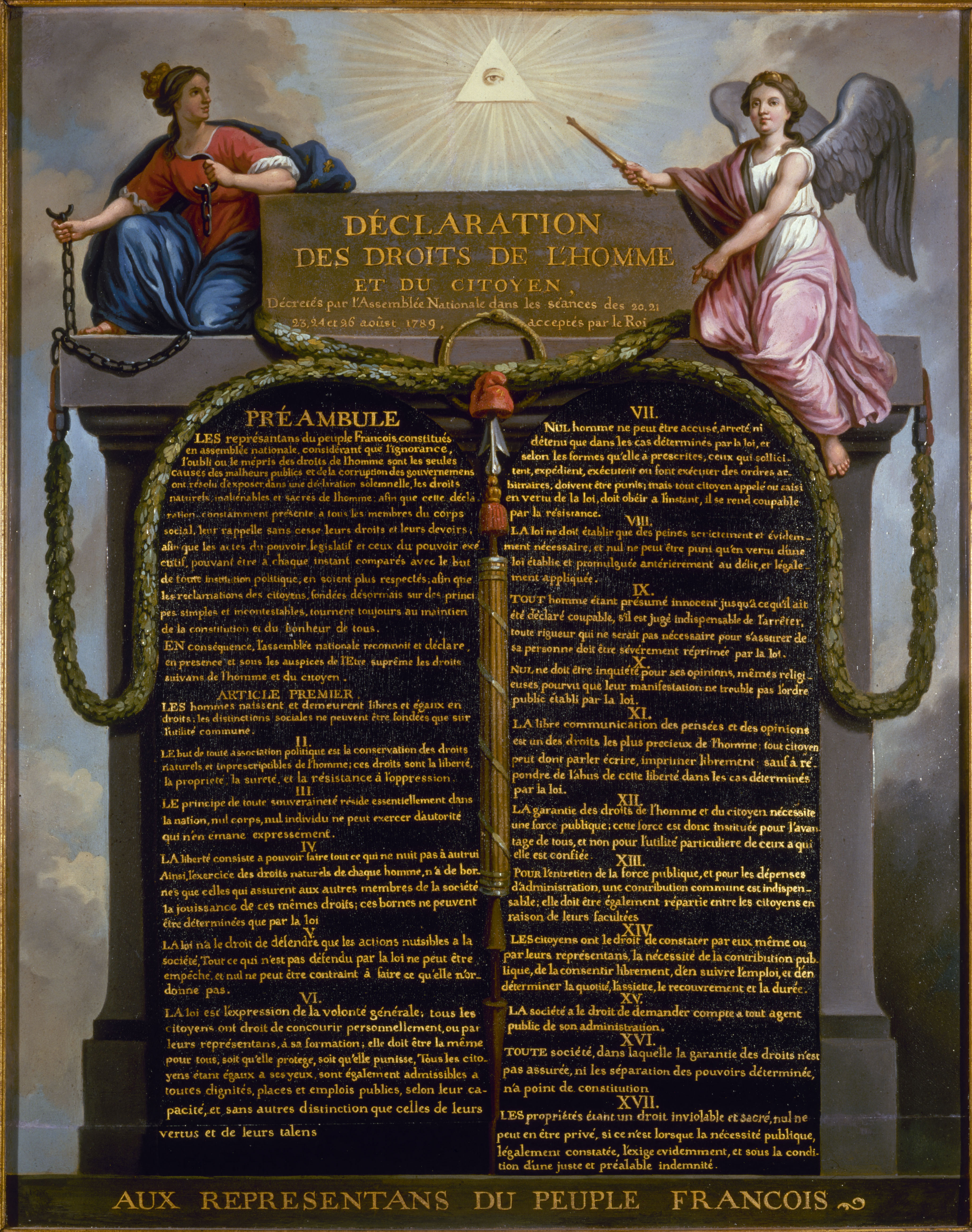
Déclaration des droits de l'homme et du citoyen de 1789 surplombée du symbole de l'œil de la providence.

Les théories du complot maçonnique dans la Révolution française prêtent à la franc-maçonnerie une influence déterminante dans le déclenchement du processus révolutionnaire.

## Historiographie
En 1789, Jean-Pierre-Louis de Luchet, marquis de la Roche du Maine, dit aussi « marquis de Luchet », publie son Essai sur la secte des Illuminés où il dénonce les dirigeants des Illuminés de Bavière comme contrôlant l'espace maçonnique européen en général et français en particulier. Dès 1790-1791, l'eudiste Jacques-François Lefranc pose les bases de la thèse du complot maçonnique révolutionnaire direct et conscient organisé dans les loges. En 1797, un livre, Les Véritables Auteurs de la Révolution de France de 1789, publié sous le pseudonyme de Jourde, et attribué à Nicolas Sourdat, accuse les maçons d'avoir développé la révolution. Ils auraient procuré de l'argent et assuré la propagande des révolutionnaires.

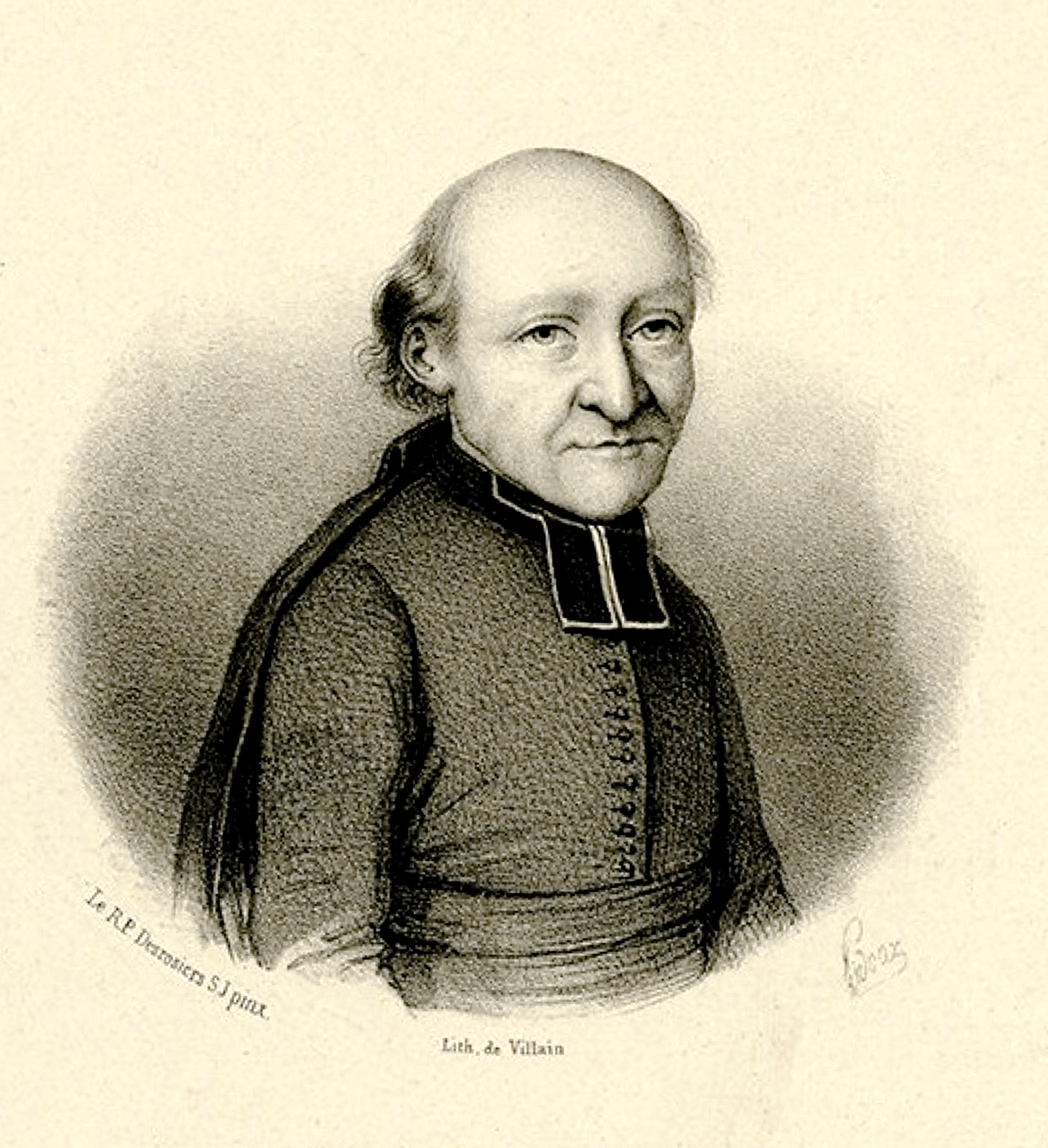
Augustin Barruel.

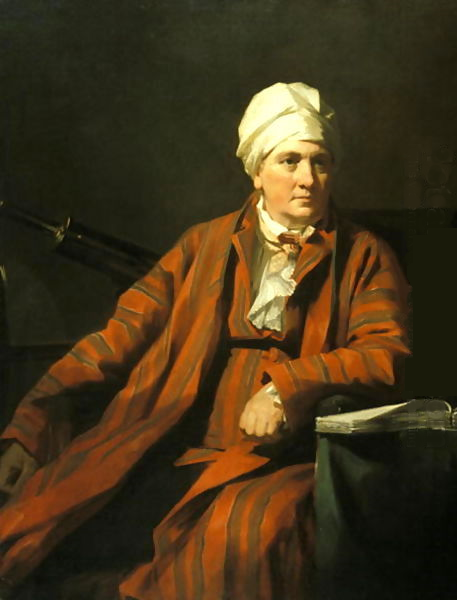
John Robison.

Après la révolution, cette théorie fut propagée principalement par deux auteurs : le jésuite français Augustin Barruel, Mémoires pour servir à l’histoire du Jacobinisme, parus en quatre volumes entre 1797 et 1799, qui connaissent un vif succès et sont traduits en plusieurs langues. Il avait pour partenaire littéraire Jacques-François Lefranc, qui partageait son opinion dans ses propres livres. Les Mémoires pour servir à l'histoire du jacobinisme de l'abbé Barruel soutiennent une théorie du complot selon laquelle les Illuminés de Bavière, groupe fondé le 1er mai 1776 par Adam Weishaupt, ont infiltré la franc-maçonnerie afin de renverser les pouvoirs en place, aussi bien politiques que religieux, pour asservir l'humanité. Cette thèse, qui veut que la Révolution française résulte d'un complot fomenté contre l'Église et la royauté par les philosophes athées, les francs-maçons avec les illuminés et les jacobins, a connu une postérité considérable dans les milieux contre-révolutionnaires, d'autant plus qu'à la même époque, une thèse similaire avait été proposée par l'Écossais John Robison. Barruel déclare avoir été lui-même reçu en loge. Il signala que les bourreaux qui assassinaient leurs prisonniers durant le règne de la Terreur pratiquaient entre eux le salut maçonnique.
Dans son acception radicale, sa thèse n'a été retenue que par un seul historien : Louis Blanc.
Toujours en 1797, l'érudit franc-maçon écossais John Robison publie Les Preuves d’une conspiration contre l’ensemble des religions et des gouvernements d’Europe. Robison accuse les francs-maçons, avant tout du rite français, de complot révolutionnaire. Tout comme Barruel, il indique que les Illuminés de Bavière ont influencé les loges françaises, les incitant à comploter contre l'État et leur soufflant l'idée de la Révolution française.
Ces deux auteurs tentèrent de démontrer, indépendamment l'un de l'autre, qu'au-dessus de facteurs tels que la répression du Tiers état, la famine ou la mauvaise gestion de crises politiques par Louis XVI, le facteur prédominant qui aurait déclenché la Révolution française serait une préparation méthodique du processus révolutionnaire dont le plan fut tracé de manière détaillée des années avant son déclenchement et au cours duquel la franc-maçonnerie et les Illuminés de Bavière (organisation assimilée à la franc-maçonnerie ou de type maçonnique par ses 2 auteurs) auraient joué un rôle central de décision et d'organisation.

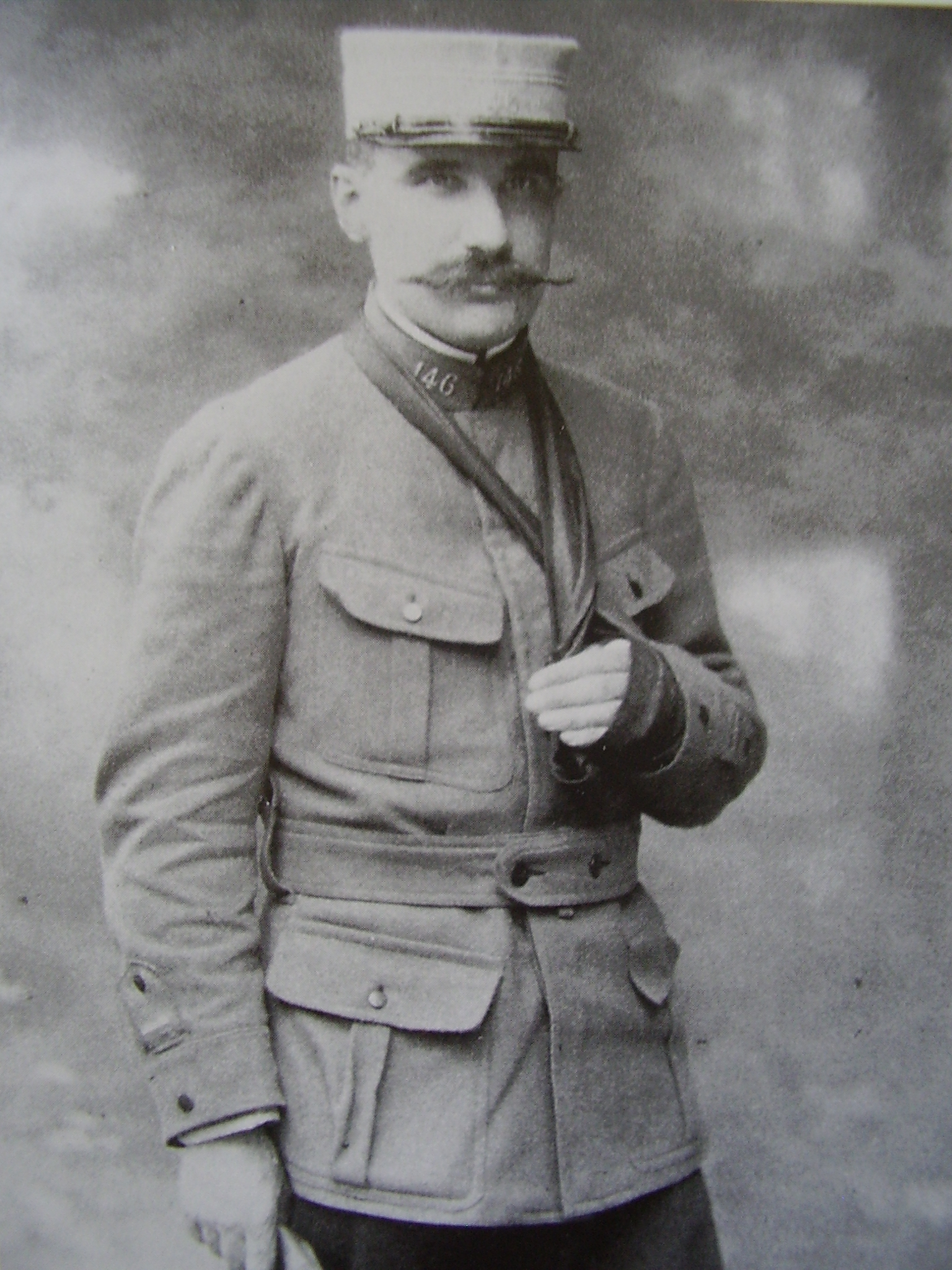
Augustin Cochin.

Au début du XXe siècle, les livres de l'historien français Augustin Cochin, écrits d'un point de vue sociologique, désignèrent la franc-maçonnerie comme l'une des sociétés de pensées qui préparèrent la Révolution. Il en assigne plus particulièrement la responsabilité à la maçonnerie bretonne. Ses travaux sur ce sujet, découverts après sa mort, sont encensés par ses amis mais reçus avec un certain scepticisme, quand ce n'est pas une réprobation totale par ses pairs. Alphonse Aulard entre autres écrit 

« Mais l'auteur raisonne en dehors des faits et n'en allègue aucun. [...] A lire ces pages posthumes, on voit bien que ce qu'on appelait jadis la philosophie de l'histoire n'était pas dans les aptitudes intellectuelles de Cochin. »

 Des analyses ultérieures parues en 1955 sous la plume de l'historien Jean Égret puis reprises et complétées en 1990 sont tout aussi critiques à l'égard des écrits de Cochin : « En faisant procéder d'une commune mystique la révolte nobiliaire de l'été 1788 et le soulèvement bourgeois de l'hiver suivant, en faisant sortir le second mouvement du premier par le jeu, déclaré normal, d'une épuration, Augustin Cochin a construit une thèse séduisante, qui ne résiste pas à l'examen attentif des faits » pour le premier, « rien ou presque rien de ce qu'affirme Cochin ne résiste à l'épreuve des faits » pour le second. 
En 1926, l'historien maçon Gaston Martin publia La Franc-maçonnerie française et la Préparation de la Révolution où il nie une direction maçonnique à la révolution mais accepte l'idée d'un niveau d'influence important sur elle dans la diffusion des idées révolutionnaires. En 1933, l'historien Daniel Mornet, dans Les Origines intellectuelles de la Révolution française s'oppose à la thèse de la conspiration mais reconnait une influence maçonnique dans la diffusion des idées révolutionnaires.
Pierre-André Taguieff souligne que le recours au mythe sert à justifier, dans une période d'incertitude, celle d'un « ordre naturel » contrarié : « La mythologie conspirationniste moderne commence ainsi à prendre forme dans un discours prétendant conjurer le « complot maçonnique » dont l’objectif serait de détruire la civilisation chrétienne et de bouleverser l’ordre social jugé « naturel » ».

## Faits historiques en relations avec ces théories

### Incompréhensions quant à la nature de la franc-maçonnerie

Loges maçonniques en France en 1789.

Une étude menée à partir de plus de 200 textes maçonniques de l'époque, rédigés essentiellement par les orateurs des loges lors de l’installation de celles-ci ou par de simples frères à l’occasion de conflits ou de scissions survenus entre les maçons d’un même orient, montrent d’ailleurs qu’il est impossible d’approcher de manière monolithique ce qui se cache derrière le terme d’égalité pour un maçon ! Dans les ateliers huppés, les définitions données de celle-ci la réduisent à la capacité à réunir les plus distingués alors que les membres des ateliers démocratiques la considèrent, de leur côté, de manière très politique comme un moyen d’abattre les barrières sociales existantes

### Noblesse et franc maçonnerie
Les grands maîtres de la franc-maçonnerie française étaient de très haute noblesse.
Y sont aussi particulièrement représentés la noblesse de robe et les militaires.
De façon générale, elle ne concerne, au XVIIIe siècle que la noblesse et quelques bourgeois.
À partir de 1771, Louis Philippe d'Orléans (1747-1793) succède au comte de Clermont à la tête de la franc-maçonnerie française. Il joue un rôle peu clair dans la révolution. Il est notamment mis en cause pour les Journées des 5 et 6 octobre 1789.
Devenu « Philippe-Égalité », il renie publiquement la maçonnerie en 1793, peu de temps avant de finir sur l'échafaud.
Le Duc de Luxembourg, bras droit du grand maître et initiateur de la fondation du Grand Orient de France, émigre dès juillet 1789. Une loge aristocratique comme « La Concorde », de Dijon se saborde dès août 1789.
Dans l'Assemblée constituante de 1789 issue des États généraux, la noblesse est le groupe qui a la plus forte proportion de maçons, avec de 79 à 81 maçons (selon les sources) sur 285, soit environ 28 %, contre environ 6 % du clergé et 18 % du Tiers état.

### La franc maçonnerie victime de la Révolution française
La franc-maçonnerie, société souvent liée à la noblesse est également victime de la révolution et de la terreur.
Alors qu'on dénombrait près de 1000 loges à la veille de la Révolution, 75 loges seulement seront en mesure de reprendre leurs travaux en 1800,.